# Helmut Lötzke
Helmut Lötzke (* 29. August 1920 in Königsberg, Ostpreußen; † 23. Dezember 1984 in Potsdam) war ein deutscher Archivar, Historiker und Hochschullehrer.

## Leben
Lötzke stammte aus Ostpreußen. Nach dem Schulbesuch in Tapiau, Insterburg und Friedland/Ostpreußen ging er 1938 an die Hochschule für Lehrerbildung in Elbing und Danzig. 1940 legte Lötzke erfolgreich das Staatsexamen für Volksschullehrer in Danzig ab. Im Anschluss daran wurde er als Soldat zum Kriegsdienst eingezogen. In der Deutschen Wehrmacht wurde er bis zum Leutnant in einem Grenadierregiment befördert. Als solcher erlitt er 1943 eine schwere Verwundung. Im Lazarett begann er ein Studium für Geschichte, Germanistik und Pädagogik an der Universität Königsberg, welches er an der Universität Greifswald fortsetzte. Am 10. März 1951 promovierte er an der dortigen Philosophischen Fakultät zum Dr. phil. Das Thema seiner Dissertation lautet: Die Burggrafen von Magdeburg aus dem Querfurter Hause. Zwischenzeitlich war er der SED beigetreten.
Unmittelbar nach erfolgter Promotion wurde er 1951 in die Hauptabteilung Archivwesen im Ministerium des Innern der DDR berufen. Von Oktober 1951 bis September 1953 nahm er an der Ausbildung zum wissenschaftlichen Archivar im Institut für Archivwissenschaften in Potsdam teil. Bereits im März 1952 übertrug man Helmut Lötzke die Leitung des Deutschen Zentralarchivs, später umbenannt in Zentrales Staatsarchiv der DDR in Potsdam. Diese Funktion übte er bis kurz vor seinem Tod am Vorabend des Heiligen Abends 1984 aus.
Kurz nach mit seinem Dienstantritt als Direktors des Deutschen Zentralarchivs wurde er auch Direktor des Instituts für Archivwissenschaften beim Ministerium des Inneren. Dieses bestand bis 1971 und wurde dann als Bereich Archivwissenschaften der Sektion Geschichte der Humboldt-Universität zu Berlin zugeordnet. Dort erfolgte die Ausbildung von Archivaren als fünfjähriges Direktstudium. Helmut Lötzke unterrichtete dort von 1959 an in verschiedenen Funktionen und erhielt im Alter von 60 Jahren die Ernennung zum Honorarprofessor für Archivwissenschaft an der Sektion Geschichte der Humboldt-Universität zu Berlin. Er arbeitete dort eng mit Botho Brachmann zusammen.
Von 1953 bis 1956 leitete er den Aufbau der Fachschule für Archivwesen in Potsdam, an der er bis 1959 auch unterrichtete.
Lötzke war u. a. Mitglied der deutsch-tschechoslowakischen Historikerkommission und Mitglied der Sektion Geschichte der Deutschen Akademie der Wissenschaften (später umbenannt in Akademie der Wissenschaften der DDR).